# Bajaja (film, 1950)
Bajaja je český dětský barevný animovaný film, natočený v roce 1950.

## Animace
- Břetislav Pojar - Bajaja
- Jan Karpaš - princezny
- Bohuslav Šrámek - ženichové a rytíři
- Zdeněk Hrabě - král
- Stanislav Látal - šašek
- František Braun - zbrojnoši

## Ocenění
- Cena filmové kritiky 1954 MFF Locarno
- Cena za nejlepší dlouhý loutkový film 1950 V. MFF Karlovy Vary
- za umělecké zpracování filmu 1950 Národní cena